# 로테 베베르
로테 베베르(덴마크어: Lotte Wæver, 1942년 2월 17일 ~ )는 덴마크의 배우이다. 덴마크 코펜하겐에서 열린 유로비전 송 콘테스트 1964의 진행자를 맡았다.

## 출연 작품
- Midt i en jazzvid (1969)
- Aftenlandet (1977)